# Наёмный убийца (фильм, 2024)
«Наёмный убийца» (англ. The Killer) — американский боевик режиссёра Джона Ву. Ремейк одноимённого фильма 1989 года. Главные роли в фильме исполнили Натали Эммануэль, Омар Си, Сэм Уортингтон, Диана Сильверс, Саид Тагмауи и Уго Диего Гарсия.
Премьера фильма состоялась 23 августа 2024 года.

## Сюжет
Зи — опытная наёмная убийца, известная как «королева мертвецов», но когда она отказывается убить слепую женщину, за ней начинают охотиться как коллеги по преступной деятельности, так и решительный полицейский детектив.

## В ролях
- Натали Эммануэль — Зи
- Омар Си
- Сэм Уортингтон
- Диана Сильверс
- Саид Тагмауи
- Хьюго Диего Гарсия
- Орелия Агель
- Грегори Монтель

## Производство
В 1992 году режиссёры Уолтер Хилл и Дэвид Гилер написали сценарий для компании Tri-Star Pictures под названием «Убийца». В пресс-релизе говорилось, что сценарий был написан для Ричарда Гира и Дензела Вашингтона. Продюсерам было сложно представить отношения двух главных героев, продюсер Теренс Чанг, работавший с Ву над несколькими постановками, предложил американским продюсерам пригласить гонконгскую актрису Мишель Йео на роль офицера полиции. Год спустя сценаристы Джим Кэш и Джек Эппс мл. были наняты для написания сценария по мотивам «Убийцы» для компании Tristar.
В октябре 2007 года издание The Hollywood Reporter писало о начале работы над ремейком «Убийцы», режиссёром был приглашён Джон Х. Ли. Действие будет происходить в различных районах Лос-Анджелеса. Ли назвал «Убийцу» одним из своих любимых фильмов и заявил, что ему не терпится снять собственную версию фильма. Версия Ли должна была быть спродюсирована Ву, а главная роль предназначалась для Чжон У Сона, причём в формате 3D. Финансировать постановку должна была киностудия Seven Stars Film Studios по сценарию Джоша Кэмпбелла. На роль слепой певицы первоначально была выбрана Сара Ли. Ву рассказал о ремейке в октябре 2015 года, заявив, что фильм Ли находился в разработке уже некоторое время, но в итоге Ли занялся другими проектами. В 2015 году Ву заявил, что вернется в Голливуд после съёмок фильма «Охота на человека» (2017), чтобы снять американскую экранизацию «Убийцы». Компания Universal Pictures разрабатывает фильм по сценарию, написанному Эраном Криви на основе черновиков Джоша Кэмпбелла и Мэтта Стюкена, при участии Брайана Хелгеланда. На главную роль была приглашена Люпита Нионго. Ву сообщил, что съёмки начнутся в январе 2019 года. По поводу решения изменить пол и расу исполнительницы главной роли Нионго заметила, что «тоже не ожидала этого», заявив, что получила, прочитала и ей понравился сценарий, не посмотрев оригинальный фильм. Однако в ноябре 2019 года Ву сообщил Deadline, что Нионго покинула фильм из-за конфликтов в расписании в результате переписывания сценария. В мае 2022 года было объявлено, что фильм будет снят режиссером Ву, спродюсирован Universal и выпущен эксклюзивно на канале Peacock. В августе 2022 года Universal объявила, что Омар Си сыграет в фильме роль полицейского. В марте 2023 года на главную роль была приглашена Натали Эммануэль. Ву вернулся к работе над фильмом после многомесячного перерыва в съёмках фильма в Париже из-за забастовки SAG-AFTRA. В июне 2024 года были опубликованы первые кадры из фильма.
Премьера фильма состоялась 23 августа 2024 года.

## Отзывы и оценки
На сайте Rotten Tomatoes фильм имеет рейтинг 58 % основанный на 45 отзывах, со средней оценкой 5.8/10. 